# Восток (Томская область)
Восто́к — посёлок в Каргасокском районе Томской области, Россия. Входит в состав Сосновского сельского поселения.

## География
Посёлок расположен на берегу одной из речек, впадающих в протоку Сосновскую (бассейн Оби). Расстояние до центра поселения — 7 км на юг.

## Население
| 2002 | 2010 | 2012 | 2013 | 2014 | 2015 | 2021 |
| ---- | ---- | ---- | ---- | ---- | ---- | ---- |
| 206  | ↘130 | →130 | ↘112 | ↗122 | ↘120 | ↘43  |

## Социальная сфера и экономика
В селе есть фельдшерско-акушерский пункт, сельский клуб и библиотека. Ближайшая школа находится в Сосновке.
Основу экономической жизни составляют сельское и лесное хозяйство и розничная торговля.